# César Lacerda
César Trajano de Lacerda (Pires do Rio, 7 de maio de 1934 — Brasília, 20 de abril de 2024) foi um advogado, empresário e político brasileiro. Integrou a Câmara Legislativa do Distrito Federal em sua segunda legislatura, de 1995 a 2003. Também atuou nos governos de Joaquim Roriz e Agnelo Queiroz.

## Biografia
Lacerda elegeu-se vereador de sua cidade natal aos dezoito anos, na época no Partido Social Democrático (PSD). Mudou-se para Brasília em 1957, antes mesmo desta ser inaugurada. De acordo com publicação da Câmara Legislativa do Distrito Federal, "foi o primeiro morador de Taguatinga". Graduou-se em economia pelo Centro de Ensino Unificado de Brasília (UniCeub).
Na capital federal, Lacerda trabalhou como empresário. Fundou a Construtora Artec S/A e foi dono da Brasília Empresa de Segurança S/A. De acordo com o jornal Metrópoles, "Lacerda entrou na política com um método que fez escola: valer-se do voto dos funcionários de suas empresas como base eleitoral. [...] A vida pública turbinou os negócios do empresário, que teve trajetória próspera em contratos com o governo local. O início da crise na companhia de Lacerda começou a partir da expansão da marca para São Paulo e Goiás".
Durante os governos de Joaquim Roriz e Agnelo Queiroz, Lacerda foi administrador das regiões de Gama, Santa Maria, Recanto das Emas, Plano Piloto, Lago Sul, Lago Norte, São Sebastião e Jardim Botânico. Foi ainda secretário de assuntos políticos de Roriz.
Lacerda foi eleito deputado distrital nas eleições de 1994 e 1998. Obteve 7 166 votos (1,06% dos votos válidos) na primeira e 11 477 (1,14%) na segunda. Quando de seu mandato parlamentar, afirmou ser um político de centro, defendendo "com intransigência o fim das invasões de terras." No pleito de 2002, com 12 989 votos (1,05%), não foi reeleito, garantindo apenas a suplência.
Faleceu em 20 de abril de 2024.